# Guyver (film)
Guyver è un film del 1991 diretto da Screaming Mad George e Steve Wang. La pellicola è ispirata al manga Guyver di Yoshiki Takaya.

## Trama
Il film racconta la vicenda che ruota attorno all'azienda Cronos e all'unità di controllo Guyver. L'unità Guyver è un parassita biorganico che ingloba corpi umani trasformandoli in mostri corazzati. La Cronos è in realtà la copertura di una razza di alieni mutanti, che da secoli progetta di conquistare il pianeta Terra. Il detective Max Reed, il giovane Sean Barker esperto in arti marziali e Fulton Balcus capo della Cronos, sono i protagonisti dell'epica lotta.

## Premi

### Fantasporto
1 Nomination (1993): Premio Internazionale del Film Fantasy Miglior Film